# René Vaïsse
Pour les articles homonymes, voir Vaïsse.
René Vaïsse, né le 8 octobre 1901  au Pouget et mort le 28 mars 1977 à Montpellier est un enseignant et résistant français.

## Biographie
René Vaïsse est reçu à l’agrégation d’espagnol en 1936. Il est affecté au lycée de garçons de Nîmes.
Durant l’automne 1940, il fait partie du groupe de militants socialistes nîmois qui, autour de Louis Salle, forme le premier noyau de résistance de la ville. Il devient membre du Comité d'action socialiste et de Combat.
En 1943, il est nommé responsable régional de la branche Renseignements-organisation-propagande du Noyautage des administrations publiques par Gaston Massié.
En avril 1944, alors que le groupe est décimé, il devient chef départemental adjoint du
Mouvement de libération nationale. Il remplace un temps Massié lorsque celui-ci doit quitter Nîmes. Il participe à l’organisation de diverses opérations, comme la destruction de l’office de placement allemand de Nîmes, ou la livraison d’armes à André Fontayne.
Il prend part une part active à la libération de Nîmes, puis entre au comité départemental de libération au titre du MLN (dont il devient trésorier).
Après la guerre, il reprend son métier d’enseignant.

## Distinctions
- Médaille de la Résistance française avec rosette par décret du 31 mars 1947[3].